# غیب‌گویی محمد
غیب‌گویی محمد به عنوان یکی از معجزات محمد در اثبات نبوتش، مورد استدلال مسلمانان قرار می‌گیرد. این غیب‌گویی شامل اخبار از آینده، گذشته، بیان نکات از علوم و فنون مختلف و آخرالزمان است. بر اساس باورهای ادیان ابراهیمی، پیامبران به واسطه ارتباط با خداوند از علم غیب مطلع هستند و از این اخبار به عنوان معجزه برای اثبات این ارتباط استفاده می‌کردند.
بر اساس آموزه‌های قرآنی، علم غیب مخصوص خداوند است و تنها به برخی از رسولان اعطاء شده‌است. از علم غیب پیامبران در برخی آیات قرآن چون آیه ۲۶ و ۲۷ سوره جن، آیه ۱۷۹ سوره آل عمران، آیه ۱۲ سوره یس، آیه ۸۹ سوره نحل یاد شده‌‌است. یکی از مسائل مربوط علم غیب پیامبران، تفاوت آن با پیش‌بینی — همچون پیش‌بینی‌های نجومی یا هواشناسی — است. تفاوت این دو عنوان، در تحلیلی بودن پیش‌بینی و قطعی بودن غیب‌گویی است. معین در فرهنگ‌نامه خود، به این تفاوت اشاره و پیش‌بینی را حدسی از وقایع فقط آینده با استفاده از اسباب و علل موجود تعریف می‌کند.
در کتاب شرف النبی، ۱۲۰ معجزه از محمد گزارش شده‌است که ۱۳ مورد آن مربوط به اخبارهای غیبی او می‌باشد. این اخبار، شامل خبر از مرگ دیگران در آینده، خبر از کفر برخی در آینده، خبر از مکان گمشده‌ها، خبر از جنگ‌های آینده و نتیجه جنگ‌های پیش‌رو، خبر از شیوه مرگ برخی و خبر از تحرکات سیاسی و اجتماعی آینده می‌شود. بخش عمده‌ای از اخبار غیبی محمد، مربوط به آخرالزمان است که در آن احوالات پیش آمده در آخرالزمان تشریح می‌شود. از جمله اخبار غیبی محمد که به تحقق پیوسته‌است می‌توان به مرگ ابولهب در حال کفر، مرگ خسرو‌پرویز، چگونگی مرگ علی بن ابی‌طالب، عمار و ابوذر، به خلافت رسیدن عثمان و جنگ‌های علی بن ابی‌طالب با گروه‌های مختلف از جمله عایشه، طلحه و زبیر اشاره کرد.

## اصطلاحات لغوی
غیب واژه‌ای عربی است که به پیش‌گویی ترجمه شده‌است. کتب لغت همچون دهخدا و معین در تعریف این لغت آورده‌اند که غیب‌گویی، عمل و کار شخص پیشگو است و منظور از پیشگویی، اخبار از آینده است و مترادف آن کهانت می‌باشد. مجید معارف در تعریف لغوی غیب و غیب‌گویی معتقد است که غیب به معنای پنهان و پنهان شدن به کار می‌رود و معنای اصطلاحی آن، در مقابل شهاده حضور قرار دارد؛ خواه این حضور مکانی باشد یا حضور نزد حواس ظاهری یا نزد علم یا حضور نزد بصیرت انسانی. سید محمدحسین طباطبائی در تعریف غیب می‌نویسد: کلمه غیب، بر خلاف شهادت است و منظور از آن، چیزی است که تحت حس و درک آدمی قرار ندارد. عبدالحسین امینی در این‌باره می‌نویسد: «هرگاه کسی از حوادث کنونی یا آینده که فعلاً قابل رؤیت نیستند تنها از رهگذر دانائی که از سرچشمه غیب و شهادت خبر می‌دهد آگاهی حاصل کند یا از طریق دانش و خرد مطلع گردد چنین علمی نیز از علم غیب به‌شمار می‌رود و هیچ مانعی از تحقق آن وجود ندارد.» غنیمان، منظور اصطلاحی از غیب را، آنچه تو از آن بی‌خبری ولی خدا آگاه است می‌داند. غیب‌گویی، یکی از گونه‌های معجزه است که در مقابل معجزات دعایی-پاداشی، معجزات حفاظتی، معجزات نفرینی-مجازاتی و معجزات تحدی‌طلبانه است.

## غیب‌گویی پیامبران
بر اساس تعالیم ادیان ابراهیمی، پیامبران به واسطه ارتباط با خداوند، از علم غیب با خبر بوده و از إخبار غیبی برای اثبات نبوتشان استفاده می‌کردند. در قرآن در این‌باره آمده‌است: «عالِمُ الْغَیْبِ فَلا یُظْهِرُ عَلی غَیْبِهِ أَحَداً إِلَّا مَنِ ارْتَضی مِنْ رَسُولٍ (ترجمه: خدا عالم به غیب است و کسی را بر غیبش آگاه نمی‌کند مگر پیامبری را که پسندیده‌است.)[جن–۲۶و۲۷]» در این آیه، خداوند علم غیب را از حوزه دانش بشر خارج می‌داند اما اطلاع برخی از پیامبران از غیب را استثناء می‌کند. آیات دیگری که بر علم غیب پیامبران اشاره دارد، عبارتند از: آیه ۱۷۹ سوره آل عمران، آیه ۱۲ یس و آیه ۸۹ سوره نحل. بیضاوی، مفسر سنی مذهب، تصریح می‌کند که این علم و آگاهی رسولان از غیب، به عنوان یک معجزه و کرامت رخ می‌دهد.
از جمله مواردی که از غیب‌گویی پیامبران در کتب دینی گزارش شده‌است، می‌توان به خبر دادن عیسی از آنچه در خانه امتش بود، بشارت‌های فراوان تورات، انجیل و زبور دربارهٔ پیامبر آخرالزمان، خبر یوسف به اصحابش از آینده و تعبیر خواب حاکم و آنچه بر موسی گذشت در اثبات نبوتش و… اشاره کرد. همچنین در قرآن به صراحت از آگاهی خضر، به عنوان پیامبری که از علم غیب آگاهی داشته‌است یاد شده‌است.

### تفاوت غیب‌گویی و پیش‌بینی
امروزه بشر از طریق آزمون و خطا قادر بر پیش‌بینی برخی امور در آینده شده‌است که نمونه بارز آن اخباری است که متخصصان امر هواشناسی از اوضاع جوی دنیا در روزهای آینده می‌دهند؛ بنابراین می‌توان گفت که بشر از راه کسب بیشتر علم و دانش قادر بر پیش‌بینی دست کم برخی امور در آینده است. اما تفاوت بین پیش‌بینی و غیب‌گویی در تحلیلی بودن پیش‌بینی و قطعی بودن غیب‌گویی است. البته برخی چون الکسیس کارل بر این عقیده است که پیش‌گویی‌ها نیز علم غیبی محسوب می‌شود. در مقابل و در تفاوت آنچه پیش‌گویانی همچون مرتاضان و فال‌گیران با پیامبرانی که از آینده و اخبار غیبی خبر می‌دهند، از غیر مطمئن و بعضاً اشتباه بودن پیش‌بینی‌هاست. از دیگر تفاوت‌ها، منبع و منشأ این پیش‌گویی‌هاست؛ به طوری که خود فال‌گیران و مرتاضان نیز بر عدم اعتماد کامل به منابعشان اذعان دارند. به همین جهت برخی اینگونه پیش‌بینی‌ها را جزء علوم غیبی دسته‌بندی نمی‌کنند. در فرهنگ‌نامه معین نیز به این تفاوت‌ها اشاره شده‌است و آمده‌است که پیش‌بینی، حدس زدن وقایع آینده است از علل و اسباب و قراین موجود؛ مثلاً یک پزشک گاهی از دیدن احوال بیماری می‌تواند بگوید که او بهبود خواهد یافت یا خواهد مرد.
جعفر سبحانی در تفاوت بین غیب‌گویی و پیش‌گویی می‌نویسد:
«یگانه شرط خبر از آینده این است که گزارش به یک رشته قراین مستند نباشد و گرنه چنین گزارشی، خبر غیبی نبوده بلکه نتیجه مستقیم فکر و مغز زایای بشر خواهد بود. برخی بر اساس یک رشته اطلاعاتی که از وضع دولت‌ها و ملت‌ها دارند، اوضاع آینده جهان را از نظر درگیری و جنگ، یا صلح و مسالمت، پیش‌بینی کرده، و اخباری را منتشر می‌سازند. یک چنین گزارش‌های مستند به قراین و اطلاعات و تماس‌های دیپلماتیک، گزارش از غیب نیست، بلکه تمام گزارش‌های آنان، یک رشته نتیجه‌گیری و اطلاع از اوضاع جهان است. از باب نمونه پیامبر اسلام از طریق وحی قرآنی، از پیروزی مجدد رومیان بر پارسیان در مدت محدودی به‌طور قطع و یقین گزارش داد. برای گزارش پیامبر، مستندی جز وحی الهی نبود، و هرگز این آگاهی را از مجاری و اسباب عادی مانند موازنه قدرت‌های نظامی دو ملت، بررسی روحیه سربازان وافسران و… به دست نیاورده بود. وی در محیط حجاز بریده از جهان خارج، با نبودن وسایل ارتباط جمعی، یا تبادل اطلاعات نظامی و سیاسی، یک چنین گزارش را در اختیار جامعه نهاد، و به همین دلیل این گونه خبرهای غیبی یکی از جهات اعجاز این کتاب جاویدان به‌شمار می‌رود.»

## محمد و اخبار از آینده
بر اساس آنچه در سوره تکویر آمده‌است، محمد از علم غیب خبر دارد. بنابر باور مسلمانان، محمد به واسطه اطلاع از علم غیب، نیت پنهانی افراد را خوانده، از حوادث آینده خبر می‌دهد و رویاهای صادقه را تعبیر می‌کرده‌است. در کتاب شرف النبی تألیف خرگوشی، بیش از ۱۲۰ معجزه از معجزات محمد گزارش شده‌است که بر اساس گونه‌شناسی معجزات محمد، ۱۳ مورد آن مربوط به اخبار غیبی محمد است. این تعداد حدود ۱۳ درصد از کل معجزات محمد را شامل می‌شود که کمترین درصد در بین سایر گونه‌های معجزات است. این ۱۳ خبر غیبی که خرگوشی مورد اشاره قرار داده‌است عبارتند از: محل گم شدن شتر پیامبر، آگاهی از سحر شدن توسط یک یهودی، خبر دادن از مرگ عمار، خبر از جنگ علی با طلحه و زبیر، آگاهی از مشخصات اکیدر بن عبدالملک، آگاهی از زن جاسوس، پیشگویی مرگ زینب بنت جحش، آگاهی از جهنمی بودن قزمان پیش از خودکشی، پیشگویی مرگ خسروپرویز، پیشگویی خلافت عثمان، آگاهی از آمدن ابوحثمه به تبوک، آگاهی از پیروزی زبیر و آگاهی از اموری که با او فاصله بسیار دارد. موارد فهرست شده در ادامه، غیر از پیشگویی‌های محمد در قرآن خواهد بود.
خبر از تکرار حذف عنوان
در ماجرای صلح حدیبیه، پس از آنکه طرفین اقدام به نگارش متن عهدنامه کردند، نماینده قریش با عنوان «محمد رسول‌الله» مخالفت کرد و در نهایت قرار بر حذف عبارت «رسول‌الله» شد. در هنگام نگارش این عهدنامه، علی بن ابی‌طالب که وظیفه نگارش را داشت، از حذف شدن عنوان رسول‌الله ناراحت بود و از نگارش عهدنامه استنکاف داشت تا اینکه محمد به وی از تکرار این ماجرا و حذف عنوان وی در نوشتن عهدنامه‌ای خبر داد. سال‌ها بعد، در ماجرای حکمیت بین علی و معاویه، عنوان امیرالمؤمنین از علی بن ابی‌طالب حذف گردید.
خبر از گسترش اسلام و قتل خسرو پرویز
محمد در ابتدای رسالت خود، نامه‌هایی را به سران کشورهای مختلف فرستاد و از آنها دعوت به نبوت خود نمود. از جمله این سران، خسروپرویز حاکم ایران بود. پس از آنکه نامه به دست خسروپرویز رسید، به استاندار یمن دستور داد تا محمد را دستگیر کرده و به ایران بفرستد. با رسیدن سربازان اعزامی از یمن به مدینه، محمد از هدف آنان آگاه شد و به آنان گفت: «به یمن بازگردید، و به «باذان» بگویید خداوند، شیرویه فرزند خسروپرویز را بر او مسلط کرد و او را به قتل رسانید، و دین و قدرت من به سرزمین ایران خواهد رسید و همه جهان را فرا خواهد گرفت.»
عدی بن حاتم گوید که نزد محمد بودیم و شخصی آمد و اظهار نیازمندی کرد و از ناامنی راه شکایت کرد. در این هنگام محمد رو به من کرد و گفت: «حیره را دیده‌ای؟» گفتم اوصافش را شنیده‌ام اما ندیده‌ام. پس گفت که: «چیزی نمی‌گذرد که امنیت سراسر منطقه را خواهد گرفت و کاروان‌ها از حیره به سمت کعبه به جهت زیارت حرکت کنند. اگر از عمری که لازم باشد برخوردار باشی، از گروهی خواهی بود که گنج کسری را فتح خواهی کرد…» عدی گوید که چیزی نگذشت که امنیت سراسر منطقه را فرا گرفت و از حیره، کاروان زیارتی به مکه به حرکت درآمد و من جزء افرادی بودم که گنج کسری را فتح کردم. در روایت دیگری که در صحیح بخاری گزارش شده‌است، از محمد نقل شده‌است که گنج‌های قیصر و کسری توسط مسلمانان در راه خدا انفاق می‌شود. این گزارش محمد، بیانگر گسترش اسلام در شرق و غرب دارد. در روایت دیگری، محمد از تسلط اسلام بر مشارق و مغارب زمین یاد می‌کند. در روایاتی دیگر، محمد از فتح شام، بیت‌المقدس، مصر، ایران، روم، هند و عراق به دست مسلمانان گزارش می‌دهد.
پیش‌بینی رئیس خوارج
به نقل از صحیح بخاری و صحیح مسلم، مردی از بنی تمیم با نام ذوی الخویصره به محمد توهینی کرد، یکی از اصحاب محمد، به سبب توهین وی، قصد قتلش را کرد اما محمد وی را از این کار منصرف کرد و به وی گفت: «این مرد رئیس گروهی خواهد بود که اگر نماز و روزه آنها را ببینید نماز و روزه خود را بسیار ناچیز می‌شمارید امّا با این وصف از دین خارج می‌شوند همان‌طور که تیر از کمان خارج می‌گردد.» چیزی نگذشت که ذوی الخویصره رهبری خوارج نهروان را عهده‌دار شد.
خبر از تسلط بنی‌امیه بر مسلمانان و خلافت معاویه
بنابر آنچه یعقوبی در تاریخش نقل می‌کند، محمد از آینده امت اسلام پرده‌برداشت و گفت: «هنگامی که تعداد بنی امیه به سی تن برسند، شهرها را میان خود تقسیم می‌کنند و ولایت و حکومت بین آنان دست به دست می‌گردد و بندگان خدا را بندگان خود می‌دانند و آیین الهی را تخریب می‌کنند.» یکی دیگر از پیش‌گویی‌های محمد، دربارهٔ به خلافت رسیدن معاویه بوده‌است. محمد در این دست روایات از نشستن معاویه بر منبر خویش هشدار داده بود.
خبر از آینده ابولهب
ابن کثیر، مفسر سنی مذهب، با اشاره به سوره تبت، اخبار این سوره را یکی از دلایل در اثبات نبوت محمد می‌داند و با تأکید بر اینکه ابولهب و همسرش، می‌توانستند با ایمانی ظاهری، اشتباه در کلام محمد را به رخ او بکشند، آن را دلیلی قوی ذکر می‌کند. وی، جمعی دیگر از علماء تفسیر را یاد می‌کند که این آیه را دلیلی بر حقانیت نبوت محمد به عنوان خبری غیبی دانسته‌اند. فخر رازی، مفسر سنی مذهب، با خبر غیبی خواندن این آیات، آن را از سه جهت مورد بررسی قرار داده‌است: اول خبر آیه از خسران و هلاکت ابولهب که این اتفاق در آینده رخ داد. دوم خبر آیه از عدم انتفاع از مال و فرزند ابولهب که این نیز در آینده محقق شد. سوم خبر آیه از جهنمی بودن وی، که این نیز با مرگ او در کفر به وقوع پیوست.
خبر از آینده و مرگ خاندانش

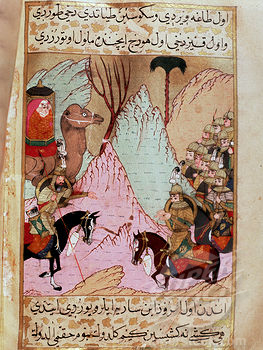
نگاره‌ای از عایشه سوار بر شتر در جنگ جمل، برگرفته از «سیره نبی» حماسه‌ای ترکی اثر مصطفی فرزند یوسف از ارزروم در سده شانزدهم میلادی

محمد پیش از ماه رمضان، خطبه‌ای خواند و در بین آن، علی بن ابی‌طالب برخاست و از اعمال این ماه سؤالی کرد؛ محمد جوابش را داد و پس از پاسخ، به گریه افتاد. علی از علت گریه سؤال کرد و محمد چنین پاسخ داد که: «برای آنچه در چنین ماهی برای تو پیش می‌آید. گویا می‌بینم که در حال نماز هستی و شقی‌ترین مردم همتای کشنده شتر صالح، محاسن تو را به خون سرت رنگین می‌کند.» در روایات متعدی از محمد به قتل و شیوه قتل علی بن ابی‌طالب اشاره شده‌است. در این روایات به کشته شدن علی بر اثر ضربه به فرق سر و همچنین رنگین شدن محاسن از آن خون اشاره شده‌است. در روایتی دیگر، محمد در تعبیر رؤیای زینب بنت علی، از مرگ علی، فاطمه، حسن و حسین پیش از زینب خبر می‌دهد.
خبر از جنگ‌ها
محمد در جنگ بدر، به برخی از اصحاب خود خبر از پیروزی بر قریش را داد؛ این در حالی بود که جبهه اسلام در مقابل هزار جنگجوی قریش، عددی کم به حساب می‌آمد.
خبر از فتنه‌ها و جنگ‌های پس از خود
بنابر نقل مستدرک حاکم نیشابوری، محمد به همسرش عایشه می‌گوید که تو را در حال جنگ با علی می‌بینم، تو به قصد جنگ با وی از حوأب عبور می‌کنی و با علی نبرد خواهی کرد. سال‌ها بعد و پس از مرگ عثمان، عایشه به خونخواهی عثمان به جنگ با علی رفت و نبرد جمل را رقم زد. لئورا وچا ولیری معتقد است، عایشه برجسته‌ترین شخصیت جنگ جمل در میان مخالفان علی است. در روایاتی متعدد، محمد از وقوع فتنه‌های فراوان پس از خود خبر می‌دهد. همچنین محمد از آینده امت خود خبرهایی را می‌دهد و به علی از جنگ با سه گروه قاسطین، مارقین و ناکثین خبر می‌دهد.
در یکی از روایات، از محمد منقول است که روزی خواهد رسید که دو حَکَم که هر دو گمراه کننده هستند، برای آینده امت حکمیت می‌کنند. یحیی بن معین، در شرح این حدیث، منظور از این غیب‌گویی محمد را حکمیت عمروبن عاص و ابوموسی اشعری دانسته‌است. در روایتی دیگر، محمد از قرار گرفتن حسن بن علی در بین دو گروه از مسلمانان یاد می‌کند. در این روایت از صلحی که حسن بین این دو گروه برپا می‌کند یاد شده‌است.
خبر از خلافت پس از خود
محمد در برخی روایات منقول از او، از خلافت پس از خود یاد می‌کند؛ در یکی از این روایات، محمد دوران خلافت پس از خود را ۳۰ سال یاد می‌کند که پس از آن، خلافت مسیر دیگری را طی خواهد کرد و به پادشاهی گرایش پیدا خواهد کرد. به گزارش ابن کثیر، جمع سال‌های خلافت خلفای راشدین، با احتساب ماه‌ها دقیقاً ۳۰ سال خواهد شد. همچنین محمد در روایات مختلفی از خلفای بسیاری که پس از او به منصب قدرت می‌رسند یاد می‌کند.
خبر از شیوه مرگ صحابه

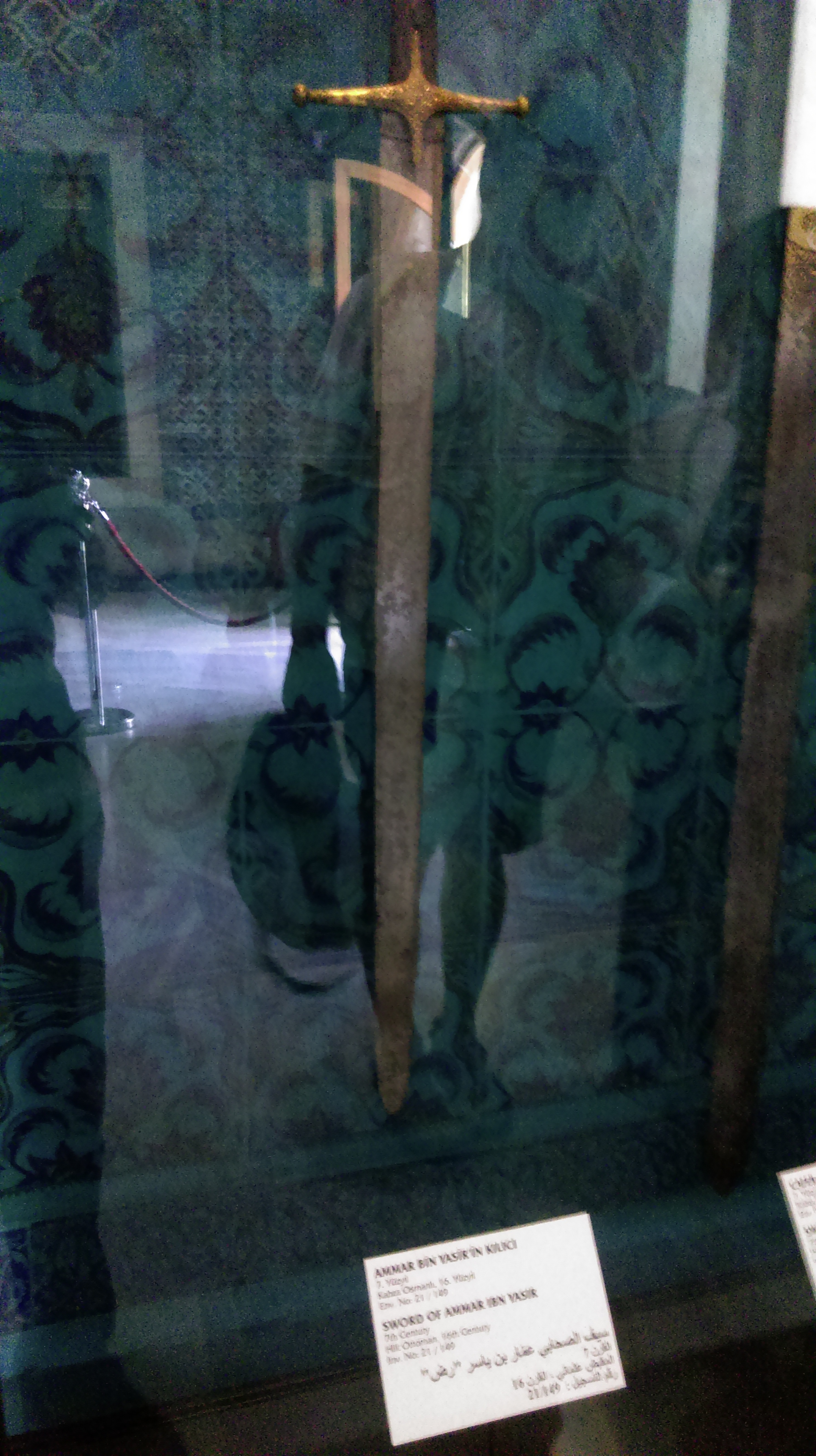
شمشیر منسوب به عمار یاسر

در جنگ تبوک، شتر ابوذر از راه ماند و از ارتش اسلام عقب افتاد؛ ابوذر که معطل شترش شده بود، آن را رها کرد و اسباب خود را برداشته و پیاده به مسیر ادامه داد، چیزی نگذشت که به محمد رسید. محمد در وصفش گفت: «خدا ابوذر را رحمت کند، تنها می‌رود و تنها می‌میرد و تنها زنده می‌شود.» سرانجام در دوران حکومت عثمان، ابوذر توسط عثمان به بیابان‌های ربذه تبعید شد و در آنجا با غربت از دنیا رفت. کاروانی که از نزدیک اقامت‌گاه ابوذر می‌گذشت، از مرگ ابوذر مطلع شد؛ عبدالله بن مسعود که در کاروان بود از دیدن این صحنه ناراحت شد و گفت: «صدق رسول اللّه، تمشی وحدک و تموت وحدک و تبعث وحدک.»
در مراحل ساخت مسجد النبی، مسلمانان از سادگی عمار یاسر سوء استفاده کرده و بر دوش وی، بار بیشتری قرار می‌دادند؛ عمار نزد محمد آمد و از خستگی خود شکایت کرده و گفت که اینان مرا کشتند. محمد پس از محبت به وی، او را از شیوه مرگش مطلع کرد و گفت: اینان تو را نمی‌کشند، بلکه گروه ستمگری تو را خواهند کشت. سالها بعد در جنگ صفین، عمار در لشکر علی بن ابی‌طالب و به دست لشکریان معاویه به قتل رسید. با قتل وی، صحابه محمد که در جبهه معاویه بودند، به یاد حدیث محمد افتادند و برخی از لشکریان معاویه به لشکریان علی پیوستند. شبیه به این روایت را که محمد، از کشته شدن عمار به دست قومی ستمگر یاد می‌کند، در منابع اهل سنت همچون صحیح مسلم، مسند احمد، سنن کبری و معجم الکبیر نقل شده‌است.
علی بن ابی‌طالب در جنگ جمل، وقتی به زبیر برخورد کرد، به وی گفت: به خاطر داری که محمد از تو سؤال کرد که آیا علی را دوست داری؟ و تو پاسخ دادی چه چیزی مانع از دوستی من و او می‌شود، پیامبر به تو گفت: تو بر او خروج می‌کنی و با او می‌جنگی در حالی که تو ستمگری. با شنیدن این سخن، زبیر از جنگ با علی منصرف شد و بازگشت…
در روایات متعدد منقول در منابع اهل سنت، محمد از قتل عمر بن خطاب و عثمان بن عفان خبر می‌دهد. بر اساس این روایات، این دو نفر به مرگ طبیعی از دنیا نخواهند رفت و کشته خواهند شد. بر اساس روایتی که ابوداود گزارش می‌کند، محمد خطاب به زنی به نام ورقة بن نوفل که تقاضای شرکت در جنگ بدر را داشته‌است، سفارش ماندن در خانه می‌کند و او را به شهادت در راه اسلام مژده می‌دهد. به گزارش بیهقی، این زن بعدها در راه اسلام کشته‌شد و به عنوان شهیده، شناخته و مورد زیارت قرار گرفت.

## خبر از مردمان آخرالزمان

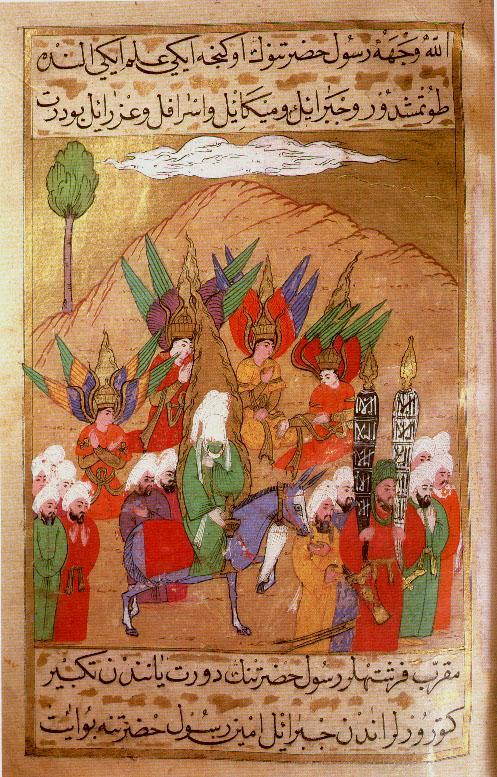
نگاره‌ای از محمد به همراه اصحاب خویش در هنگام رفتن به سمت مکه

در روایات فراوانی که از محمد بن عبدالله در منابع تاریخی و روایی بیان شده‌است، از صفات و ویژگی مردمان و احوالات زمان آخرالزمان یاد شده‌است. در ادامه به برخی از این روایات اشاره خواهد شد:
احوالات مردم آخرالزمان
محمد در توصیف مردمانی که در آخرالزمان زندگی می‌کنند آمده‌است که «برای مردم روزگاری فرا می‌رسد که تنها همّ و غمشان شکم آنهاست، شرافت آنها تجملات زندگی آنها و سرمایه‌هایشان خواهد بود. قبله آنها همسرانشان، دین و آئین آها درهم و دینارشان می‌باشد.» در جای دیگر به موقعیت اقتصادی مردمان آخرالزمانی اشاره داشته و از رباخواری آنان یاد می‌کند. در روایتی آمده‌است که در آخرالزمان، هیچ‌کسی یافت نمی‌شود که به ربا آلوده نشده باشد و اگر هم مستقیماً ربا نخورده باشد، گَردِ ربا به او می‌رسد. در تشریح اوضاع عالمان دینی امت اسلام در آخرالزمان آمده‌است که صالحان آنان از دنیا رفته و دیگر نشانه‌ای از صالحان باقی نخواهد ماند. همین‌طور در بیان برخی گناهان و خطایای مسلمانان آخرالزمانی آمده‌است که آنان ربا را به عنوان معامله، شراب را به عنوان نبیذ و رشوه را به عنوان هدیه حلال می‌دانند. از دیگر نشانه‌های آخرالزمان در روایاتی که از قول محمد نقل شده‌است، به مرگ نابهنگام جوانان، شیوع دروغ و فساد، ظلم حاکمان بر زیردستان، سبک شمردن مقام پدر و مادر توسط فرزندان، به سختی افتادن مردمان برای معیشت، گرامی شدن بدکاران و اشرار، زیاد شدن بلایای طبیعی چون زلزله، سیل و بیماری، افزایش قماربازی و افزایش طلاق، آشکار شدن روابط جنسی و عدم تقبیح این اقدام به جهت ترس از مردم، افزایش فساد و فحشا در جامعه و… می‌توان اشاره کرد.
از دیگر نشانه‌های مردم آخرالزمانی که در روایات از جانب محمد بن عبدالله پیش‌بینی شده‌است، تغییر رفتار زنان و مردان است؛ در این روایات از تغییر ظاهری یاد شده‌است. از جمله پوشیدن لباس‌های جنس مخالف، آرایش کردن مردان، تن‌فروشی زنان، شیوع عمل لواط و آرایش زنان برای زنان و مردان نامحرم. در این روایات از ازدواج مردان با مردان و انحرافات شدید جنسی یاد شده‌است.
اتفاقات آخرالزمانی
از پیشگویی‌های محمد در مورد اتفاقاتی که در آخرالزمان رخ خواهد داد، از وی گزارش شده‌است که در آخرالزمان، وقایعی رخ خواهد داد که برخی از آنها عبارتند از: افزایش بیماری، افزایش مرگ و میر نابهنگام و زودهنگام، فساد در محصولات زراعی، وقوع جنگ‌های ویران‌کننده در سوریه و بیت‌المقدس که سبب ویرانی شدید این دو شهر خواهد شد، آتش‌سوزی‌های بزرگ، افزایش زلزله‌ها، افزایش خسف (فرورفتن در زمین) و قذف (پرتاب چیزی از مکانی به مکان دیگر) و وقوع جنگ‌های بزرگ و تمام نشدنی از جمله این موارد است. در روایتی که در مسند احمد گزارش شده‌است، محمد، فتح بیت‌المقدس، شیوع کشتن انسان‌ها همچون کشتن گوسفندان و بروز فتنه‌ای که در خانه هر مسلمانی ورود می‌کند را از جمله نشانه‌های آخرالزمان دانسته‌است.

## دیدگاه‌ها

### شیعه

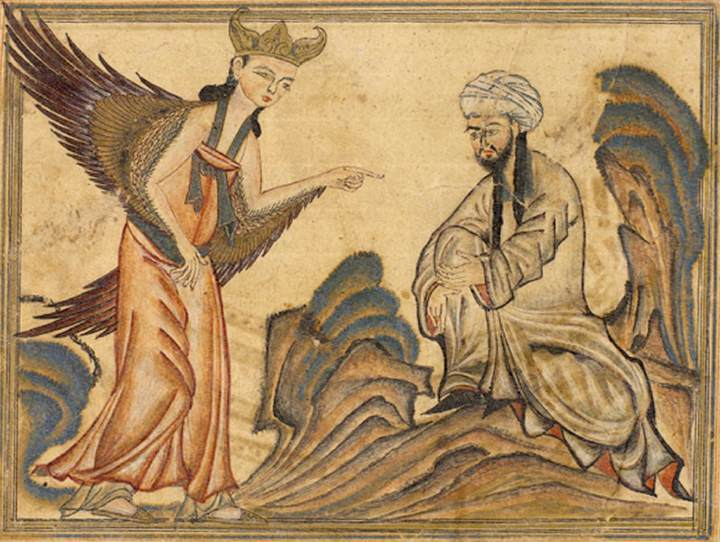
محمد بن عبدالله در حال دریافت وحی از جبرئیل

به عقیده شیعیان، این غیب‌گویی‌ها، یکی از مواهب الهی است که به پیامبر داده شده‌است و اهل بیت پیامبر اسلام نیز از آن بهره برده‌اند. هشام بن حکم -از شاگردان جعفر صادق- بر این باور است که ارتباط پیامبران با وحی و غیب، سبب می‌شود تا معصومیت برایشان ضروری نباشد، اما در خصوص امامان به جهت عدم ارتباط با غیب، وجود عصمت، ضروری است. بر اساس روایات متعددی از پیامبر اسلام که توسط منابع شیعی گزارش شده، خدا به ائمه پس از محمد، فهم و علم محمد را عطاء کرده‌است. شیعیان بر این باورند که آگاهی پیامبران و امامان از علم غیب، ذاتی نیست و به تعلیم الهی است. برخی از غلاة شیعه، علم غیب امامان را ذاتی و بدون تعلیم دانسته‌اند. به عقیده شیعیان امامیه، این باور غلاة مستلزم شرک است.

### اهل سنت
به گفته شعراوی در کتابش الغیب، علم غیب از علوم خداوند است و خدابخشی از اخبار غیبی را به برخی از پیامبران از جمله محمد، آموزش داده‌است. از همین رو محمد از مطالبی خبر می‌دهد که نشانگر اطلاع وی از علم غیب است. غنیمان، آگاهی محمد از غیب و اخبار غیبی او را به سه دسته تقسیم می‌کند: اخبار از آنچه قبل از او رخ داده‌است، اخبار از آنچه بعد از او رخ می‌دهد و اخبار از وقایع قبل از قیامت. غنیمان این موارد از جمله معجزات محمد می‌داند و تعداد این اخبار را «کثیر» و زیاد گزارش می‌کند. وی برای اثبات مدعای خویش، به آیات متعددی از قرآن استناد می‌کند. بر اساس گزارش وی، آیه ۵۰ سوره انعام که بر اساس آن محمد دستور دارد به دیگران ابلاغ کند که از علم غیب آگاهی ندارد؛ در تفاسیر مختلف توجیه شده‌است. ابن کثیر در این خصوص می‌نویسد: «به دیگران نگو که من از علم غیب مطلع هستم، که علم غیب از علم الهی است و کسی از آن آگاهی ندارد مگر آنچه که از غیب به تو اطلاع داده می‌شود.» آلوسی در این‌باره معتقد است که خداوند قصد دارد با این انکار محمد، دیگران را از تصرف محمد در مقدورات منصرف سازد. مولوی، شاعر سنی مذهب نیز از معجزات محمد یاد می‌کند؛ وی در مثنوی خود، به ماجرای خبر دادن محمد از مرگ خویش پس از ماه ربیع الاول اشاره می‌کند و می‌سراید:
| آنچنان بگشایدت خرّ شباب     |  | که گشود آن مژده عُکّاشه باب   |
| احمد آخر زمان را انتقال    |  | در ربیع الاول آید بی جدال   |
| چون خبر یابد زین وقت نقل   |  | عاشق آن وقت گردد او به عقل  |
| چون صفر آید شود شاد از صفر |  | که پس از این ماه می‌سازم سفر |

### صوفیه
به گزارش غنیمان، اهل تصوف باور به غیب را از مسلمات مذهب خود می‌دانند. در این خصوص حلاج معتقد است که اگر بنده، در مقام معرفت و شناخت به مقام خلوص برسد، بر او وحی می‌شود و آگاهی خواهد یافت. رفاعی از صوفیان شناخته شده، بر این باور است که خداوند بر برخی بندگان خود، چهار نعمت ارزانی می‌کند و اگر این چهار نعمت در فرد جمع شود، چهار نعمت دیگر به وی ارزانی می‌شود از جمله، ملاقات با ملائکه، گفت و گو با مردگان و شناخت بندگان صالح از غیر صالح.

## یادداشت
1. ↑  اهل سنت بر این باورند که مرگ محمد در ماه ربیع الاول رخ داده‌است. (رک: سیف، «معجزات پیامبر اسلام در مثنوی»، دانشکده ادبیات و علوم انسانی دانشگاه تهران، ۶۰۳.)

## برای مطالعهٔ بیشتر
- بحرانی، هاشم بن سلیمان (۱۴۲۶). مصابیح الانوار و انوار الابصار. قم: دارالمودة.
- ابن کثیر، حافظ (۱۴۱۴). معجزات النبی. به کوشش ابراهیم امین محمد. بیروت: مکتبة التوفیقیة.